# Thomas Schiøler
Thomas Larsen Schiøler (født 29. maj 1861 i København, død 6. oktober 1939 på Frederiksberg) var en dansk præst og teolog, der var biskop over Århus Stift fra 1916 til 1931.
Thomas Schiøler, der var præstesøn fra København, virkede som kapellan i Budolfi Kirke i Aalborg gennem 18 år, inden han 1. november 1916 blev han udnævnt til biskop over Århus Stift. Udnævnelsen var højst overraskende, idet den kom i kølvandet på, at forgængeren i embedet, Hans Sophus Sørensen, gik af i protest mod folkekirkens udvikling. Teologisk var han inspireret af Grundtvig.
Han var biskop frem til 6. juni 1931, hvor han faldt for aldersgrænsen. Fritz Charles Bruun-Rasmussen afløste ham i embedet, og Thomas Schiøler flyttede til Frederiksberg. Fem år senere døde han på Diakonissestiftelsen. Han er begravet på Vestre Kirkegård.
Thomas Schiøler var ridder af Dannebrog og Dannebrogsmand.